# Eye of the Beholder (película de 1999)
Eye of the beholder (El ojo del observador literalmente y en Argentina, Ojos que te acechan en España; Obsesión en México) es una película de 1999, basada en una novela homónima de Marc Behm. Fue protagonizada por Ewan McGregor y Ashley Judd, y escrita y dirigida por Stephan Elliott. Es un remake de la película de 1983 Mortelle randonnée, de Claude Miller y protagonizada por Isabelle Adjani.